# Tratado de Thonon (1569)
El tratado de Thonon (en francés: traité de Thonon) fue un tratado firmado el 4 de marzo de 1569 en la ahora ciudad francesa de Thonon entre Manuel Filiberto duque de Saboya  (r. 1553-1580)  y los valesanos, por el que Saboya recuperaba parte de sus posesiones en el Chablais —desde Saint-Gingolph hasta el Dranse—, ocupadas desde 1536 por los valesanos , y a cambio renunciaba a Ginebra.

## Contexto

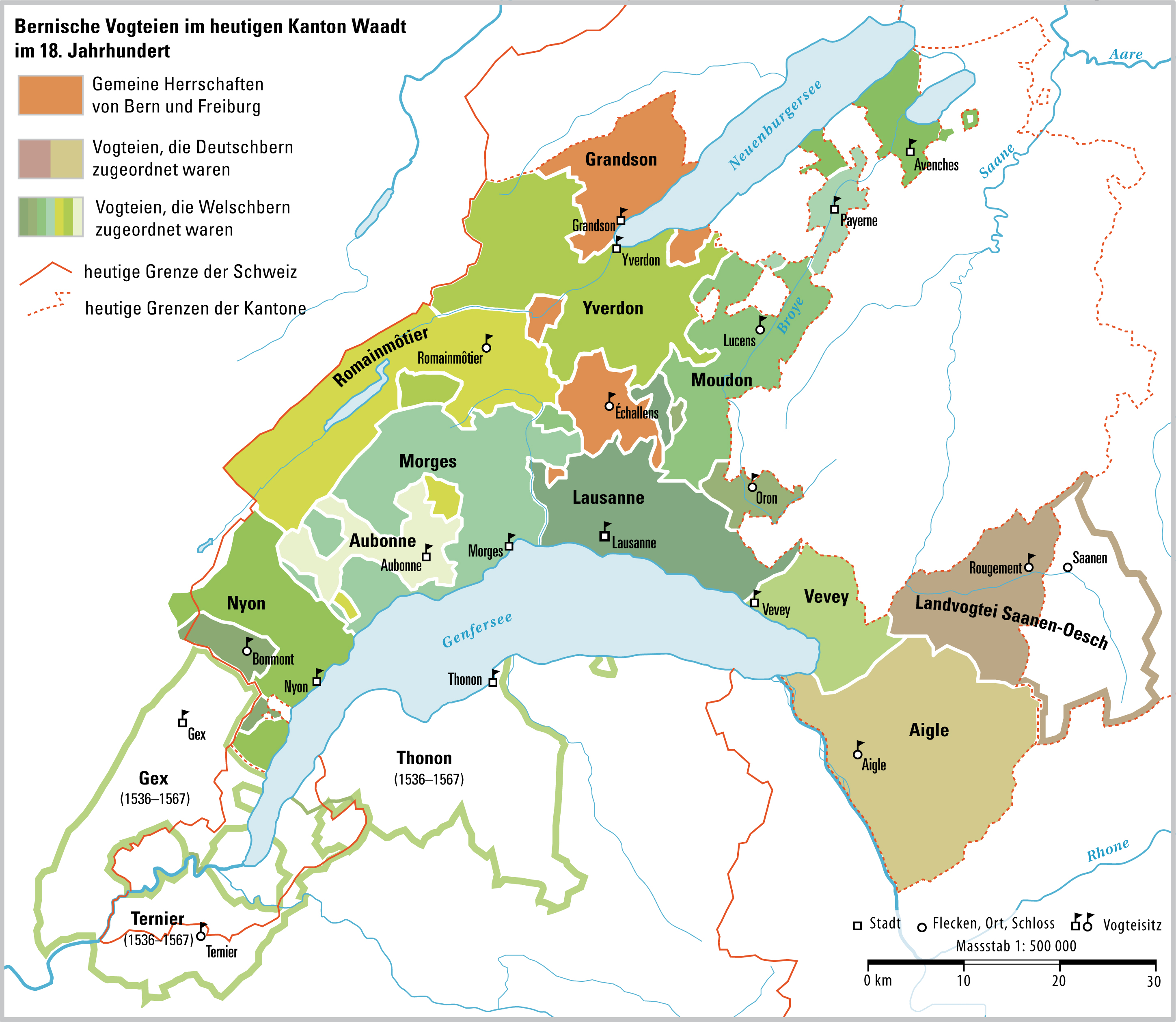
Mapa de los bailiazgos de la República de Berna en lo que ahora es el cantón de Vaud en el.

En 1475, en el contexto de la Guerra de Borgoña, Berna conquistó parte del bailiazgo del Chablais perteneciente entonces  al ducado de Saboya y formó el gobierno de Aigle. En febrero de 1476, tras su victoria en la batalla de La Planta, los valesanos conquistaron el Bas-Valais saboyano hasta el desfiladero deSaint-Maurice mediante una rápida campaña ese mismo febrero, anexión luego reconocida en 1528 por Saboya. En 1536, los berneses y los valaisanos se hicieron cargo del resto del bailío. El Dranse marcó luego la frontera entre el bailiazgo bernés de Thonon y los gobiernos valesanos de Évian (excepto Maxilly, el señor ya había prestado juramento en Berna), Saint-Jean-d'Aulps y Monthey.
En 1553, el nuevo duque Manuel Filiberto de Saboya deseaba recuperar los territorios perdidos por su padre Carlos III e inició negociaciones en ese sentido. Renunció a Ginebra para concluir un pacto de amistad con los futuros cantones católicos suizos[cita requerida].
En 1559,  Manuel Filiberto, restaurado en una parte de sus Estados por los tratados de Cateau-Cambrésis, ahora miraba al País de Vaud haciendo valer la orden de restitución dada a Berna por la Dieta imperial de 1542. Por el Tratado de Nyon y el Tratado de Lausana en 1564, recuperó el bailiazgo de Gex y las posesiones bernesas occidentales del Chablais, es decir, el bailiazgo de Thonon, y Berna se quedaba con el País de Vaud, así como los Quatre Mandements de Aigle, de Ollon, de Bex y de Ormonts conquistados en 1475 y convertidos en el  gobierno de Aigle.

## Tratado
Durante los meses de febrero y de marzo de 1569, los dirigentes del Valais y el duque Manuel Filiberto se reunieron en Thonon para reafirmar su alianza de defensa mutua y devolver a Saboya parte de sus territorios chablaisios.
El Tratado de Thonon se firmó el 4 de marzo de 1569: los gobiernos valesanos de Évian y de Saint-Jean-d'Aulps fueron devueltos a Saboya mientras se conservaba el de Monthey, es decir, el antiguo Chablais que se extiende en la margen izquierda del Ródano aguas abajo de  Massongex hasta Saint-Gingolph, convirtiéndose así el pequeño río de la Morge de Saint-Gingolph en la nueva frontera.

## Consecuencia
La guerra se reanudó entre Ginebra y Saboya en 1589. Los suizos y los ginebrinos tomaron Thonon y Ripaille. Con la paz de 1593, se inició la reconquista católica del oeste de Chablais.
Esta sigue siendo la situación actual, que descompone el Chablais histórico en tres territorios: el Chablais valdense, el Chablais valesano y el Chablais saboyano.